# Fábio Simplício
Fábio Simplício, brazilski nogometaš, * 23. september 1979, São Paulo, Brazilija.
Za brazilsko reprezentanco je odigral eno uradno tekmo.